# Victor Paul Dobre
Victor Paul Dobre (n. 11 februarie 1952, Galați, România) este un om politic român, care a fost ales ca deputat de Galați pe listele partidului PNL 2000 - 2004 și 2008 - 2012. A îndeplinit funcția de Secretar de Stat pentru Relația cu Prefecturile la Ministerul Administrației și Internelor și este deputat în circumscripția electorală nr.18 GALAȚI, colegiul uninominal nr.1. Este ministru delegat pentru Administrație.

## Biografie
Victor Paul Dobre s-a născut la data de 11 februarie 1952, în municipiul Galați. A absolvit Facultatea de Mecanică, secția Nave și Instalații de Bord din cadrul Universității "Dunărea de Jos" din Galați (1977), urmând apoi cursuri profesionale de pregătire la Camera de Comerț și Industrie din Bruxelles și Camera de Comerț și Industrie din Bordeaux (1992) și Școala Superioară de Administrație Publică din Roma (1998).
După absolvirea facultății, a lucrat ca inginer la Șantierul Naval Galați și la Centrala Industrială Navală Galați (1977-1985), apoi șef al Serviciului Tehnic la Centrala Industrială Navală din Galați (1985-1990) și secretar general la Camera de Comerț și Industrie din Galați (1990-1996).
A intrat în politică în anul 1991, înscriindu-se în Partidul Național Liberal. A îndeplinit o serie de funcții în cadrul Organizației Municipale PNL Galați, cum ar fi: membru al Biroului Permanent Municipal (1992-1993), vicepreședinte (1992-1994) și președinte (1994-1998). Începând din anul 1998 îndeplinește funcția de președinte al Organizației Județene a PNL Galați.
Ca urmare a apartenenței sale politice, Victor Paul Dobre a îndeplinit funcția de prefect al județului Galați (1996-2000), apoi a fost ales ca deputat de Galați în Parlamentul României, pe listele PNL (2000-2004). În calitate de deputat, a fost membru al Comisiei pentru administrație publică, amenajarea teritoriului și echilibru ecologic, secretar al Comisiei pentru tehnologia informației și comunicațiilor, vicepreședinte al Grupului Parlamentar PNL (2 septembrie 2002 - 12 iulie 2004) și membru al grupurilor parlamentare de prietenie cu Slovenia și Belgia. A demisionat din Parlament la data de 12 iulie 2004 (fiind înlocuit de Sergiu Mihail Tofan) și a îndeplinit apoi funcția de vicepreședinte al Consiliului Județean Galați (iulie 2004 - 20 ianuarie 2005).
Începând cu data de 21 ianuarie 2005, Victor Paul Dobre deține funcția de Secretar de Stat pentru Relația cu Prefecturile la Ministerul Administrației și Internelor.
Între 7 mai 2012 și 6 august 2012 a deținut funcția de ministru delegat pentru Administrație, ca urmare a demisiei în locul său fiind propus Radu Stroe.
Victor Paul Dobre vorbește limbile franceză, engleză și rusă. Este căsătorit și are un copil.